# Военная мысль
Военная мысль — военно-теоретический журнал Министерства обороны СССР и Министерства обороны Российской Федерации.

## История журнала
С 1 июня 1918 года журнал начал издаваться в Советской республике под названием «Военное дело». Журнал неоднократно менял своё название на «Военная наука и революция» (1921—1922), «Военная мысль и революция» (1922—1924) и «Война и революция»(1925—1936). 1 января 1937 года было закреплено название «Военная мысль».
С 1946 до 1989 года журнал входил в «Перечень сведений, запрещенных к опубликованию в открытой печати, в передачах по радио и телевидению», о нём запрещено было упоминать в открытой печати, ссылаться на него могли только в таких же засекреченных документах и публикациях для служебного пользования, ознакомиться с архивом журнала можно было только в спецхране при наличии соответствующего оформленного допуска, в общих читальных залах библиотек осталась только подшивка номеров за 1936—1946 гг., номера до и после этого периода были изъяты из общественного доступа.
В 1975 году Указом Президиума Верховного Совета СССР за вклад в информационное обеспечение развития отечественной военной науки, строительства и применения Вооруженных Сил, журнал «Военная мысль» был награжден орденом Красной Звезды.
С 1989 года на журнал была открыта подписка для массового читателя.
С 1 июля 1994 года выходил с периодичностью 1 раз в два месяца.

## Главные редакторы
- Гирс Г.
- Егоров В
- Скерский К.В
- Клочко И.
- Эйдеман Р.П.  (1927—1936)
- Ланда М.М.
- Шлемин И.Т. (1937—1940)
- Таленский Н.А (1937—1940)
- Радецкий Н.А
- Козлов С.
- Земсков В.Н
- Якунин Ю.
- Ерохин В.
- Ильин П.
- Калиновский О.
- Родиков С.В.[4]

## Аудитория и содержание журнала
Первоначально журнал предназначался для генералов, адмиралов и офицеров Вооружённых сил СССР, а ныне и Вооружённых сил Российской Федерации. 
В 1994 году журнал концентрировался на:
- развитие военной доктрины Российской Федерации, концепцию её безопасности и обороны с учётом изменяющейся военно-политической обстановки;
- задачи военного строительства государства, подготовки вооружённых сил, проблемы научно-технического прогресса в военном деле;
- анализ процессов протекающих в вооружённых силах.

Также в журнале освещались вопросы теории строительства и подготовки зарубежных армий, тенденции их развития.
Авторами статей в журнале выступали руководящий состав Министерства обороны Российской Федерации, Генерального штаба, военных округов, групп войск и флотов, генералы, адмиралы и офицеры видов вооружённых сил, родов войск, учёные из военных академий и научно-исследовательских учреждений.

## Оценка журнала
В годы Холодной войны разведки западных стран придавали огромное значение содержанию выпусков «Военной мысли». Большое количество выпусков журнала было передано агентам ЦРУ Олегом Пеньковским в 1960-е годы. По мнению западных военных аналитиков содержание журнала «Военная мысль» была ключом к пониманию стратегии СССР и стран Варшавского договора. Через журнал западные разведки осведомлялись о развитии советской военной науки, военных реформах в СССР, советской тактике современного боя и стратегии ведения военных действий.
Ввиду ценности информации содержащейся в журнале, начиная с 1962 года по распоряжению заместителя директора ЦРУ Ричарда Хелмса, изучение выпусков «Военной мысли» было объявлено секретным и был ограничен круг должностных лиц, допущенных к ознакомлению с его переводом.
Гриф секретности с переводов некоторых публикаций из журнала был снят в 2012 году.